# Rubio Rubín
Rubio Yovani Méndez Rubín (ur. 1 marca 1996 w Beaverton) – gwatemalski piłkarz pochodzenia meksykańskiego z obywatelstwem amerykańskim występujący na pozycji napastnika, reprezentant Gwatemali i były reprezentant Stanów Zjednoczonych, od 2025 roku zawodnik amerykańskiego Charleston Battery.

## Kariera klubowa
Rubín pochodzi z miasta Beaverton w stanie Oregon, jest synem Meksykanina i Gwatemalki. W piłkę nożną zaczął grać w wieku czterech lat, zaś jako dziesięciolatek rozpoczął treningi w juniorskiej drużynie Westside Metros u boku starszego brata. Z zespołem tym czterokrotnie zdobywał mistrzostwo stanu – Oregon State Cup Championship, będąc uznawanym za czołowego młodego piłkarza w Stanach Zjednoczonych. W 2012 roku znalazł się na drugim miejscu w rankingu najlepszych zawodników w kraju w wieku szkolnym (po Juniorze Floresie) sporządzonym przez specjalistyczny portal Top Drawer Soccer, zaś w 2013 roku zajął pierwsze miejsce na podobnej liście portalu College Soccer News. Od Top Drawer Soccer otrzymał maksymalne pięć gwiazdek w rankingu potencjału. Spędził również kilka miesięcy w IMG Soccer Academy w Bradenton na Florydzie, prowadzonej przez krajową federację oraz w akademii młodzieżowej klubu Portland Timbers. Wielki potencjał i świetne występy gracza w juniorskich kadrach Stanów Zjednoczonych zaowocowały ofertami z klubów europejskich.
Ostatecznie w sierpniu 2013 Rubín parafował wstępny kontrakt z holenderskim FC Utrecht. Przez kolejne kilka miesięcy trenował z rezerwami i drużyną juniorów, by w marcu 2014 – bezpośrednio po osiągnięciu pełnoletniości – podpisać profesjonalną umowę z klubem. W Eredivisie zadebiutował 17 sierpnia 2014 w wygranym 2:1 spotkaniu z Willem II, zaś premierowego gola strzelił 29 listopada tego samego roku w wygranej 5:1 konfrontacji z NAC. Początkowo został podstawowym graczem zespołu; występował na pozycji cofniętego napastnika w duecie z Sébastienem Hallerem, imponując techniką, łatwością dryblingu i wielofunkcyjnością. Jego dobrą passę zastopowała na początku kolejnego sezonu zmiana trenera (Roba Alflena zastąpił Erik ten Hag), a przede wszystkim kontuzja kostki, której doznał w październiku 2015 i wskutek której musiał pauzować przez pięć miesięcy. W 2016 roku dotarł z Utrechtem do finału pucharu Holandii – KNVB Beker, pełniąc już jednak wyłącznie rolę rezerwowego. Przez ostatnie pół roku występował niemal wyłącznie w drugoligowych rezerwach, a w styczniu 2017 rozwiązał kontrakt z klubem.
W styczniu 2017 Rubín jako wolny zawodnik podpisał półroczny kontrakt z duńskim Silkeborg IF. W tamtejszej Superligaen zadebiutował 5 marca 2017 w wygranym 2:0 meczu z Randers, lecz pełnił wyłącznie rolę rezerwowego i przez sześć miesięcy zanotował zaledwie cztery występy. Bezpośrednio po tym na zasadzie wolnego transferu został zawodnikiem norweskiego Stabæk Fotball, podpisując półroczną umowę. W Eliteserien zadebiutował 20 sierpnia 2017 w wygranym 3:2 pojedynku z Molde, jednak w drużynie z Bærum zanotował kolejny nieudany epizod, nie potrafiąc sobie wywalczyć miejsca w składzie. W lutym 2018 zdecydował się wyjechać do Meksyku, gdzie jako wolny piłkarz zasilił Club Tijuana. W tamtejszej Liga MX zadebiutował 24 lutego 2018 w zremisowanym 0:0 spotkaniu z Américą.

## Kariera reprezentacyjna
Rubín rozpoczynał swoją karierę w reprezentacji Stanów Zjednoczonych już w wieku trzynastu lat, w barwach prowadzonej przez Manny'ego Schellscheidta kadrze do lat czternastu. Przez kolejne lata był czołowym piłkarzem kolejnych kategorii wiekowych, a w 2012 roku otrzymał prestiżową nagrodę U.S. Soccer’s Young Male Athlete of the Year dla najlepszego młodego zawodnika w kraju.
W kwietniu 2013 Rubín został powołany przez Richiego Williamsa do reprezentacji Stanów Zjednoczonych U-17 na Mistrzostwa Ameryki Północnej U-17. Na panamskich boiskach miał niepodważalne miejsce w wyjściowym składzie i rozegrał wszystkie trzy spotkania w pełnym wymiarze czasowym. Amerykanie odpadli natomiast z kontynentalnego turnieju w ćwierćfinale, ulegając Hondurasowi (1:3) i nie zakwalifikowali się na Mistrzostwa Świata U-17 w ZEA.
W maju 2015 Rubín znalazł się w ogłoszonym przez Taba Ramosa składzie reprezentacji Stanów Zjednoczonych U-20 na Mistrzostwa Świata U-20 w Nowej Zelandii. Tam pełnił rolę podstawowego zawodnika kadry, współtworząc formację ofensywną z graczami takimi jak Bradford Jamieson IV, Paul Arriola czy Emerson Hyndman. Rozegrał wszystkie pięć możliwych meczów (z czego cztery w wyjściowym składzie) i strzelił dwa gole – w fazie grupowej z Nową Zelandią (4:0) i w 1/8 finału z Kolumbią (1:0). Jego drużyna zakończyła swój udział w młodzieżowym mundialu na ćwierćfinale, ulegając w serii rzutów karnych późniejszemu triumfatorowi – Serbii (0:0, 5:6 k).
W seniorskiej reprezentacji Stanów Zjednoczonych Rubín zadebiutował za kadencji selekcjonera Jürgena Klinsmanna, 14 listopada 2014 w przegranym 1:2 meczu towarzyskim z Kolumbią.

## Statystyki kariery

### Klubowe
| FC Utrecht     | 2014–2015 | Holandia | Eredivisie  | 28 | 3 | 1 | 0 | —   | — | —  | 29 | 3 |
| FC Utrecht     | 2015–2016 | Holandia | Eredivisie  | 10 | 0 | 1 | 1 | —   | — | —  | 11 | 1 |
| FC Utrecht     | 2016–2017 | Holandia | Eredivisie  | 3  | 0 | — | — | —   | — | —  | 3  | 0 |
| Silkeborg IF   | 2016–2017 | Dania    | Superligaen | 3  | 0 | 1 | 0 | —   | — | —  | 4  | 0 |
| Stabæk Fotball | 2017      | Norwegia | Eliteserien | 7  | 0 | 1 | 0 | —   | — | —  | 8  | 0 |
| Tijuana        | 2017–2018 | Meksyk   | Liga MX     |    |   | — | — | LMC |   |    |    |   |
| Ogółem         |           |          |             |    |   |   |   |     |   |    |    |   |
| Holandia       | Holandia  | Holandia | 41          | 3  | 2 | 1 | — | —   | — | 43 | 4  |   |
| Dania          | Dania     | Dania    | 3           | 0  | 1 | 0 | — | —   | — | 4  | 0  |   |
| Norwegia       | Norwegia  | Norwegia | 7           | 0  | 1 | 0 | — | —   | — | 8  | 0  |   |
| Meksyk         | Meksyk    | Meksyk   | 0           | 0  | — | — | — | —   | — | 0  | 0  |   |
| Ogółem         | Ogółem    | Ogółem   | Ogółem      | 51 | 3 | 4 | 1 | —   | — | —  | 55 | 4 |

- LMC – Liga Mistrzów CONCACAF

### Reprezentacyjne
| USA    | Stany Zjednoczone | 2014   | 2 | 0 | — | — | — | — | — | 2 | 0 |
| USA    | Stany Zjednoczone | 2015   | 1 | 0 | — | — | — | — | — | 1 | 0 |
| USA    | Stany Zjednoczone | 2016   | — | — | — | — | — | — | — | 0 | 0 |
| USA    | Stany Zjednoczone | 2017   | — | — | — | — | — | — | — | 0 | 0 |
| USA    | Stany Zjednoczone | 2018   | — | — | — | — | — | — | — | 0 | 0 |
| Ogółem | Ogółem            | Ogółem | 3 | 0 | — | — | — | — | — | 3 | 0 |